# William Hopkins
Pour les articles homonymes, voir Hopkins.
William Hopkins (2 février 1793 – 13 octobre 1866) est un mathématicien et géologue britannique. Il est connu de nos jours principalement comme professeur privé, un nombre important de ses élèves à Cambridge sortent dans les premiers de leurs promotions et feront partie de l’élite scientifique britannique, ce qui lui vaut le surnom de fabricant de senior-wranglers. Il fait aussi d’importantes contributions dans le domaine de la géologie en apportant son expérience de mathématicien pour élaborer des modèles physiques du globe terrestre, il est ainsi le fondateur de l’école de géophysique britannique. Toutefois bien que ses conclusions soient correctes, ses raisonnements seront jugés comme douteux.

## Biographie
Hopkins naît à Kingston on Soar, dans le Nottinghamshire, son père est propriétaire terrien. Dans sa jeunesse il apprend l’agriculture à Norfolk puis gère sans succès une ferme dans le Suffolk. À la mort de sa première femme vers 1821, il vend sa ferme ce qui lui permet de régler les dettes qu’il a accumulé et prend alors un nouveau départ. En 1822 il entre au St Peter's College à Cambridge. Il reçoit son Baccalauréat ès lettres en 1827 puis son Master of Arts en 1830. Il se remarie peu avant d’être diplômé. En 1833, il publie Elements of Trigonometry.
Hopkins devient membre de la Royal Society le 1er juin 1837. Ses travaux en géologie lui valent la médaille Wollaston de la Geological Society of London en 1850, il est aussi président de cette société savante en 1851 puis en 1853 et président de la British Association for the Advancement of Science en 1853.
Il aime la musique et la poésie, ainsi que la peinture paysagiste. Hopkins finit sa vie dans un asile à Stoke Newington, Londres, où il meurt maniaque et d’épuisement.

### Professeur particulier
Il commence à donner des cours particuliers vers 1827 jusqu’en 1860, sur une période de 33 ans, 20 de ses élèves seront premiers de leur promotion, en 1854 sept des neuf premiers sont des élèves d’Hopkins. Ces cours lui assurent un revenu annuel de 700 à 800 £. Parmi ses élèves on trouve une partie de l’élite scientifique britannique de cette génération, Arthur Cayley, Stokes, Lord Kelvin, Maxwell… Il entraîne également Edward Routh, qui lui aussi atteint des scores exceptionnels comme professeur privé à Cambridge, dépassant ceux d’Hopkins.

### Géologie
En 1833, Hopkins participe aux expéditions d’Adam Sedgwick à Barmouth et commence à s’intéresser à la géologie. Dans des articles publiés par la Cambridge Philosophical Society et la Geological Society of London, il utilise ses connaissances en mathématiques pour donner des fondations plus rigoureuses à la géologie. Il est l’initiateur en Grande-Bretagne de la géophysique en définissant des modèles traitant des effets d’un force ascendante s’exerçant sur la croûte terrestre et applique ses travaux à l’élévation du district des lacs, de la zone de Weald et le Bas Boulonnais.
Hopkins est partisan d’un modèle de la Terre en grande partie solide comportant des cavités contenant de la vapeur ou des fluides chauds créant localement des pressions élevées. Un tel modèle va à l’encontre des idées de Charles Lyell dont la préférence va vers un modèle où l’intérieur de la Terre est en quasi-totalité liquide, enclos dans une croûte terrestre dont l’épaisseur ne dépasse pas les 160 km. Hopkins présente une série d’articles devant la Royal Society entre 1838 et 1842 analysant la rotation de la Terre, incluant sa précession et sa nutation et utilisant ses résultats pour supporter sa théorie en montrant que ses résultats ne sont pas cohérents avec un intérieur liquide. Il interprète aussi les tremblements de terre et les volcans à partir de son modèle en 1847 dans un rapport pour la British Association.
Il cherche à quantifier les effets de la pression sur la température de fusion et la conductivité thermique de divers matériaux. Grâce à des fonds fournit par la Royal Society et avec l’aide de Lord Kelvin, James Prescott Joule et William Fairbairn il obtient des résultats qu’il ne trouve pas réellement satisfaisant mais qu’il interprète comme appuyant sa théorie. Il tente aussi de démontrer que le refroidissement de la Terre au cours du temps n’a pas d’impact sur le climat et lit un article sur ce sujet devant la Geological Society of London en 1851 : On the Causes which may have produced changes in the Earth's superficial Temperature — Sur les causes qui peuvent avoir produit un changement de la température superficiel de la surface de la Terre. Lord Kelvin montrera, avec tact, que si ses conclusions sont correctes, ses raisonnements mathématiques et physiques sont douteux.
Lors du discours d’investiture de sa seconde présidence de la Geological Society en 1853, il prononce un discours qui présente et critique la théorie de Jean-Baptiste Élie de Beaumont sur l’élévation des chaînes de montagnes et en démontre les imperfections.

### Glaciologie
Hopkins écrit aussi sur les glaciers, dans un premier temps il considère que les glaciers ne peuvent pas se déplacer sur des pentes faibles puis revient sur sa position et finit par admettre les déplacements de blocs erratiques par les glaciers,. Dans le domaine de la glaciologie, James David Forbes le voit comme un intrus et lui reproche son manque d’expérience dans ce domaine.

## Publications
- Elements of Trigonometry, London, 1833.
- Abstract of a Memoir on Physical Geology, Cambridge, 1836.
- Investigation of Effects of the Sun's and Moon's Attraction according as the earth is solid, or a fluid surrounded by a rigid shell,1847.
- Theoretical Investigations on the Motion of Glaciers, Cambridge, 1842.
- On the Causes which may have produced changes in the Earth's superficial Temperature,1851.